# دیوار بزرگ مینگ

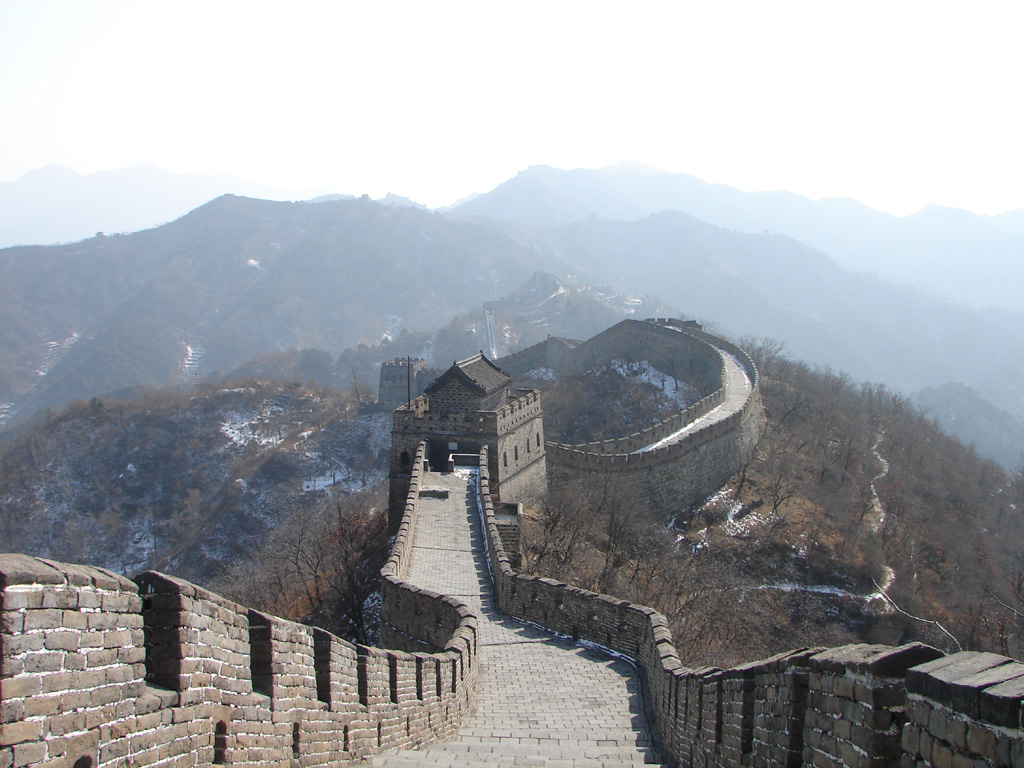
دیوار بزرگ در موتیانیو. این قسمت و بسیاری دیگر از بخش‌های معروف دیوار بزرگ در ابتدا در زمان دودمان مینگ ساخته شد.

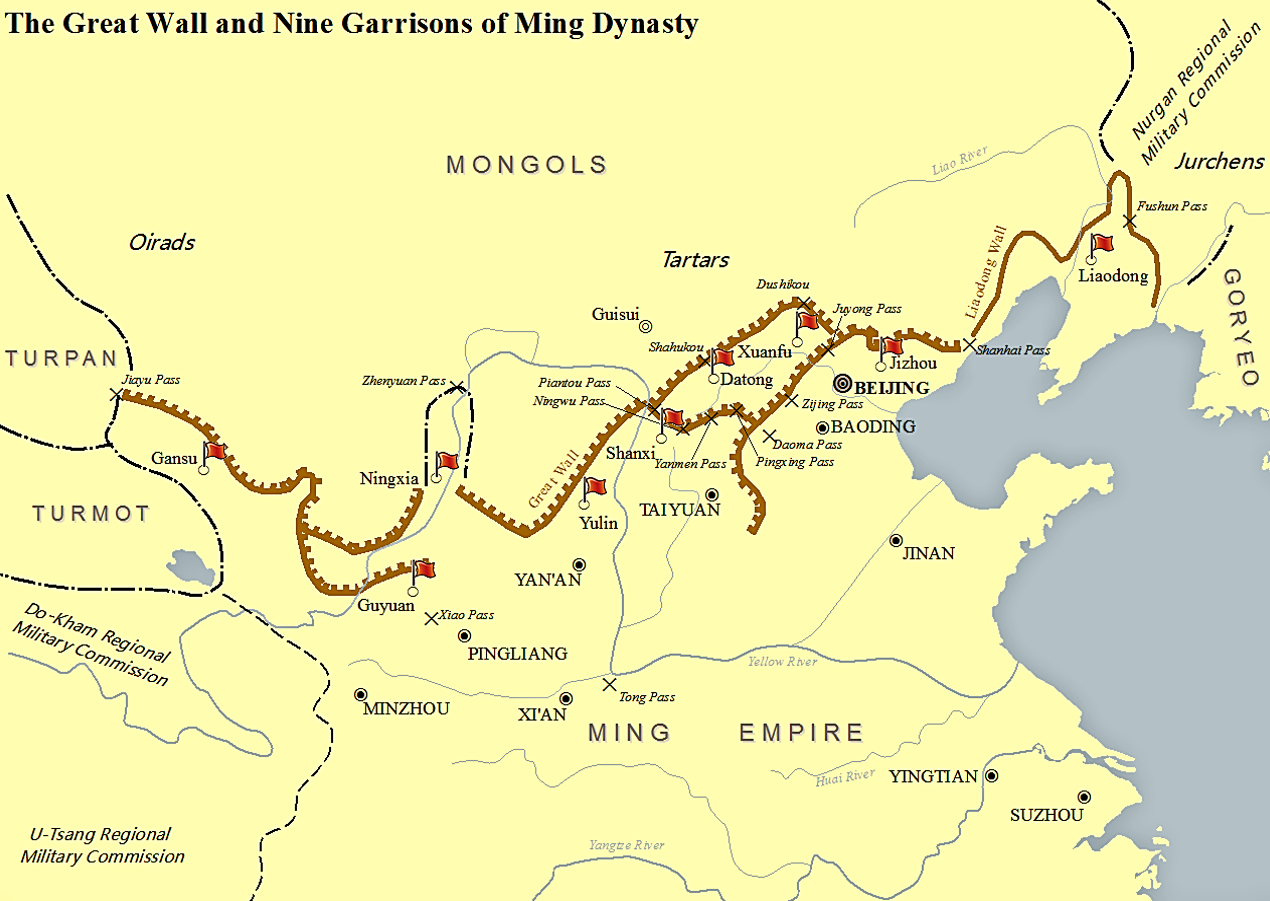
وسعت دودمان مینگ و دیوارهای آن، که بیشتر آنچه را که امروزه دیوار بزرگ چین نامیده می‌شود، تشکیل می‌دهد.

دیوار بزرگ مینگ (چینی: 明長城; پین‌یین: Míng Chángchéng)، که توسط دودمان مینگ (۱۳۶۸–۱۶۴۴ میلادی) ساخته شد، نمایان‌ترین بخش دیوار بزرگ چین را امروز تشکیل می‌دهد. یک بررسی جامع باستان‌شناسی، با استفاده از فناوری‌های پیشرفته، به این نتیجه رسیده است که طول دیوارهای مینگ ۸٬۸۵۰ کیلومتر (۵٬۵۰۰ مایل) است. از گذرگاه جیایو در غرب تا دریا در گذرگاه شانهای دارند، سپس به منچوری در دیوار بزرگ هوشان ختم می‌شوند. این از ۶٬۲۵۹ کیلومتر (۳٬۸۸۹ مایل) بخش دیوار واقعی، ۳۵۹ کیلومتر (۲۲۳ مایل) ترانشه و ۲٬۲۳۲ کیلومتر (۱٬۳۸۷ مایل) از موانع دفاعی طبیعی مانند تپه‌ها و رودخانه‌ها تشکیل شده است.
در حالی که دیوارهای مینگ در دوران مدرن به‌طور کلی به عنوان دیوار بزرگ (چانگ‌چنگ) نامیده می‌شوند، در زمان مینگ توسط چینی‌ها به آنها «موانع مرزی» (邊牆؛ bianqiang) می‌گفتند، زیرا اصطلاح چانگ‌چنگ تصور می‌شد که تداعی کننده ظلم و ستم چین شی هوانگ(۲۶۰–۲۱۰ پیش از میلاد) بود.